# 段思廉
段 思廉（だん しれん）は、大理国の第11代王。大理国初代王段思平の玄孫。
1053年、北宋の広源州の少数民族の首領である儂智高が思琅州で宋にそむき、大南国を建て、仁恵皇帝を自称した。儂智高は宋の枢密副使狄青に敗れて大理に逃げ込んだ。段思廉は儂智高を殺害して宋の都の開封にその首を送った。以後年代不詳だが、正徳・保徳といった元号を立てた。1063年、岳侯高智昇に命じて楊允賢を討たせた。功績により高智昇に太保の位を加え、徳侯に封じ、白崖・我賧の地を与えた。のちに高智昇を鄯闡侯に進め、封号を子孫に世襲させた。1075年、子の段廉義に王位を譲って僧となった。